# Lichtenthal (Zwiesel)
Lichtenthal ist ein Stadtteil von Zwiesel im niederbayerischen Landkreis Regen. 

## Lage
Lichtenthal liegt im Südosten von Zwiesel am Kleinen Regen und besitzt einen eigenen Haltepunkt an der Bahnstrecke Zwiesel–Grafenau, der im Stundentakt von Zügen der Waldbahn der Relation Zwiesel–Grafenau bedient wird.

## Geschichte
Im Jahr 1862 erhielten die Brüder Michael und Otto Stangl nach langen Verhandlungen mit der Obrigkeit die Erlaubnis, an dieser Stelle vor den Toren Zwiesels eine Glasfabrik zur Herstellung von Hohlglas zu errichten. Am 24. November desselben Jahres um ein Uhr nachts wurde das erste Hohlglas geblasen.
Wegen der Lichtheit (Reinheit) des Glases beantragten die Gebrüder Stangl, die Glashütte mit den umstehenden Bauten Lichtenthal nennen zu dürfen. Diesem Ersuchen wurde von der Regierung 1863 stattgegeben. Die Glashütte wurde bereits 1883 stillgelegt, dennoch erhielt Lichtenthal eine eigene Haltestelle an der 1890 eröffneten Bahnstrecke. Erst jetzt wurde es nach Zwiesel eingemeindet, nachdem es zuvor zur Gemeinde Bärnzell gehört hatte.
1896 ersuchten die Gebrüder Stangl den Markt Zwiesel um die Genehmigung zur Errichtung eines Elektrizitätswerkes am Kleinen Regen. Das wurde in der Sitzung des Marktrates vom 22. Januar 1897 abgelehnt, doch als kurz darauf vier Markträte das Fabrikgebäude erwarben, entstand auch ein Elektrizitätswerk. 
Am 12. Mai 1906 brannte die Holzwarenfabrik Stangl größtenteils nieder, sie wurde aber rasch wieder aufgebaut.

## Vereine
1956 gründeten Lichtenthaler einen Schützenverein, der zu Ehren der Familie Stangl Stanglschützen Lichtenthal benannt wurde.